# کتابخانه کنگره (فیلم)
«کتابخانه کنگره» (انگلیسی: Library of Congress) فیلمی در ژانر مستند به کارگردانی الکساندر هکن‌اشمید است که در سال ۱۹۴۵ منتشر شد.